# Romp (anatomie)

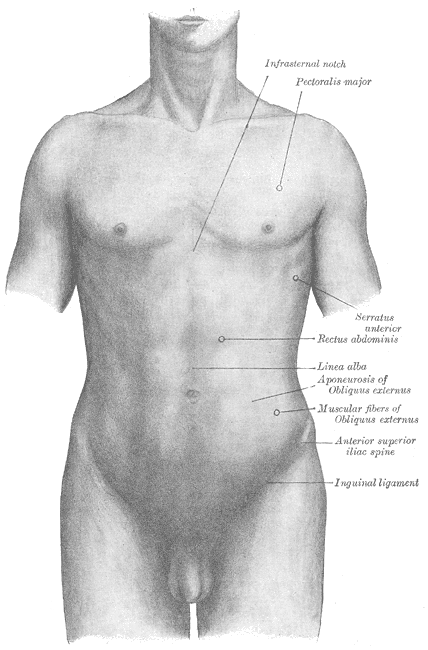
Romp

De romp of torso is de benaming voor het lichaam van mens of dier zonder ledematen en hoofd. De romp bevat het merendeel van de organen (hart, longen, nieren, lever, galblaas, milt, alvleesklier, darmen, maag).